# Tsjecho-Slowaakse tussentijdse verkiezingen voor het district Užhorod 1924

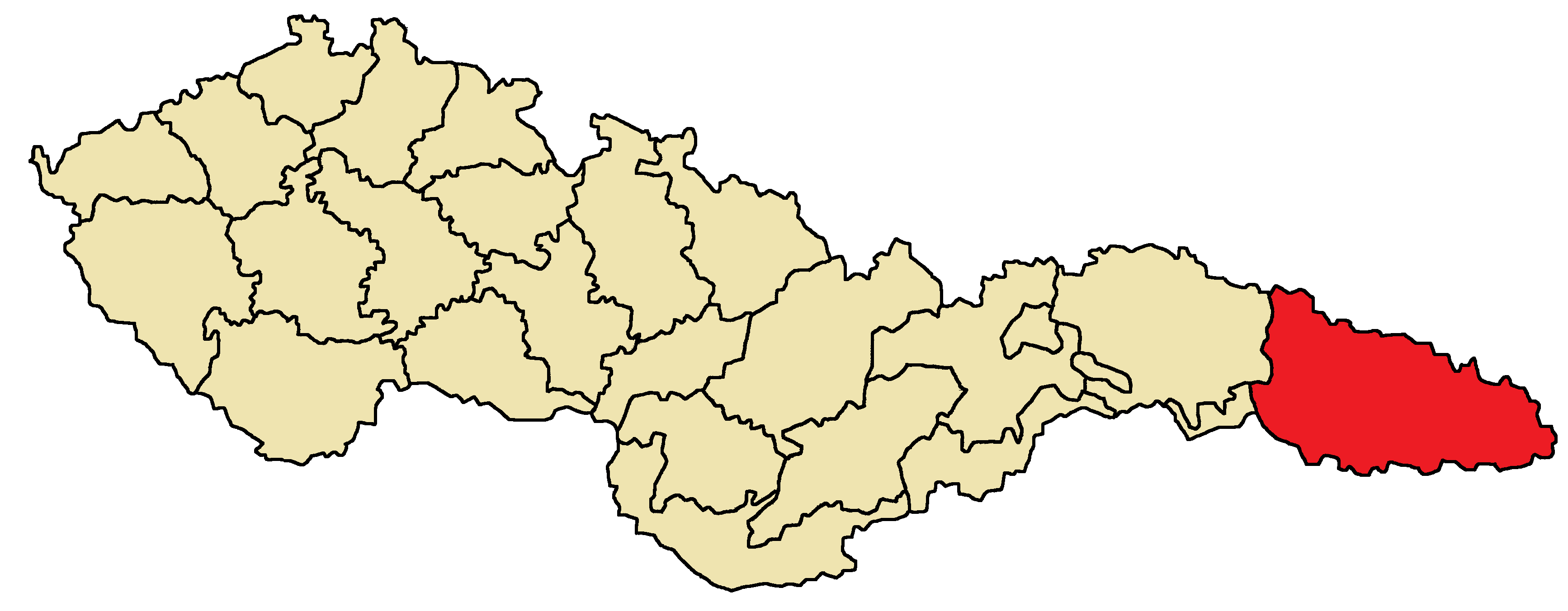
De ligging van het kiesdistrict Užhorod in het oosten van Slowakije

De Tsjecho-Slowaakse tussentijdse verkiezingen voor het district Užhorod (thans in Oekraïne) vonden op 16 maart 1924 plaats. Het district Užhorod besloeg het toenmalige Karpato-Roethenië en verkiezingen voor dit district werden gehouden omdat dit in 1920 bij de federale verkiezingen niet mogelijk was vanwege de onrust in het gebied. Pas in september 1919 werd Karpato-Roethenië aan Tsjecho-Slowakijke toegewezen en de meerderheid van de bevolking behoorde tot de Roes, een etnische groep die verwant is aan de Russen en Oekraïners en zich ook met hun cultuur identificeert. Daarnaast woonden er in het gebied Slowaken, joden, Hongaren en Duitsers. Er waren na de verkiezingen van 1920 dan ook een aantal zetels in de Kamer van Afgevaardigden en Senaat vacant. Het waren de eerste verkiezingen waaraan de Communistische Partij van Tsjecho-Slowakije (KSČ) meedeed. De KSČ werd verreweg de grootste partij in Karpato-Roethenië.
| Communistische Partij van Tsjecho-Slowakije (KSČ)                           | Tsjecho-Slowaken            | 39,43% | 5 / 9   |  |  |  |
| Hongaarse Nationale Partij (MNS)                                            | Hongaren                    | 11,1%  | 1 / 9   |  |  |  |
| Autonome Agrarische Unie (AVZL)                                             | Roethenen                   | 8,3%   | 1 / 9   |  |  |  |
| Tsjecho-Slowaakse Sociaaldemocratische Arbeiderspartij (ČSDSD)              | Tsjecho-Slowaken            | 8,3%   | 1 / 9   |  |  |  |
| Karpatische Partij van Arbeiders, Kleine Boeren en Landlozen (KTPMiB)/ ČSSA | Roethenen                   | 7,9%   | 1 / 9   |  |  |  |
| Overige partijen en kandidaten                                              |                             | 25,1%  | 0 / 9   |  |  |  |
| Totaal                                                                      | Totaal                      | 100%   | 9 / 9   |  |  |  |
| Blanco stemmen                                                              | Blanco stemmen              | -      | 0 / 300 |  |  |  |
| Totaal                                                                      | Totaal                      | 100%   | 9       |  |  |  |
|                                                                             |                             |        |         |  |  |  |
| Geldig uitgebrachte stemmen                                                 | Geldig uitgebrachte stemmen | -      |         |  |  |  |
| Blanco/ ongeldige stemmen                                                   | Blanco/ ongeldige stemmen   | -      |         |  |  |  |
| Totaal uitgebrachte stemmen                                                 | Totaal uitgebrachte stemmen | 100%   |         |  |  |  |
| Geregistreerde kiezers/ opkomst                                             |                             |        |         |  |  |  |
| Bron:                                                                       |                             |        |         |  |  |  |

## Senaat
Vier senatoren werden gekozen. Zij behoorden allen tot de Hongaarse minderheid.

## Verwijzingen
- Dit artikel of een eerdere versie ervan is een (gedeeltelijke) vertaling van het artikel 1924 Užhorod by-election op de Engelstalige Wikipedia, dat onder de licentie Creative Commons Naamsvermelding/Gelijk delen valt. Zie de bewerkingsgeschiedenis aldaar.

Parlementsverkiezingen in Tsjecho-Slowakije:
1920 · 1924 · 1925 · 1929 · 1935 · 1946 · 1948 · 1954 · 1960 · 1964 · 1971 · 1976 · 1981 · 1986 · 1990 · 1992

Verkiezingen voor de Tsjechische Nationale Raad:
1971 · 1976 · 1981 · 1986 · 1990 · 1992

Verkiezingen voor de Slowaakse Nationale Raad:
1971 · 1976 · 1981 · 1986 · 1990 · 1992